# نجم‌الدین القزوینی الکاتبی
نجم الدین القزوینی الکاتبی (درگذشته در ۱۲۷۶ میلادی) پزشک، ستاره‌شناس، شیمی‌دان و فیلسوف اسلامی و منطق‌دان ایرانی و شافعی بود. وی شاگرد نصیرالدین طوسی و نویسنده دو اثر بزرگ یکی در منطق به نام الرساله الشمسیه و دیگری در مابعدالطبیعه به نام حکمة العین است.

## منطق
اثر وی در منطق الرساله الشمسیه (منطق شمسیه) به‌طور عمومی نخستین بار به عنوان متن اصلی در مورد منطق در مدارس سنی حتی تا سده بیستم و حتی شاید همه دوران‌ها مورد استفاده قرار گرفت. منطق نجم الدین تا حد زیادی از منطق ابن سینا الهام گرفته شده‌است؛ ولی از منطق ابن سینا مفصل‌تر است و حرکت در آن از راه‌های گوناگونی است. مثلاً در حالی که ابن سینا ده روش را معرفی می‌کند و ۶ عدد ازآنها را بررسی می‌کند. نجم الدین تعداد بیشتری روش را معرفی می‌کند و ۱۳ عدد از آن‌ها را بررسی می‌کند.